# سیارک ۶۶۳

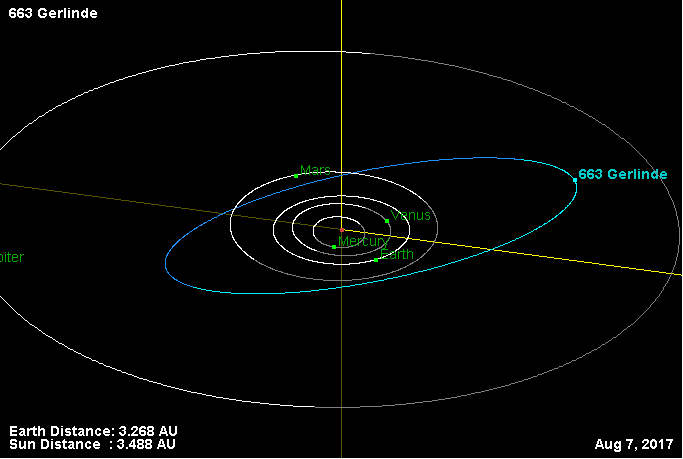
نمایی از محل قرارگیری سیارک ۶۶۳ در مدار – ۲۰۱۷

سیارک ۶۶۳ (به انگلیسی: 663 Gerlinde، نامگذاری:1908DG) ششصد و شصت و سومین سیارک کشف شده‌است که در ۲۴ ژوئن ۱۹۰۸ و در هایدلبرگ کشف شد.
قدر مطلق سیارک برابر ۹٫۲۱ است.